# Banquiers lombards
Pour les articles homonymes, voir Lombards et Lombard.

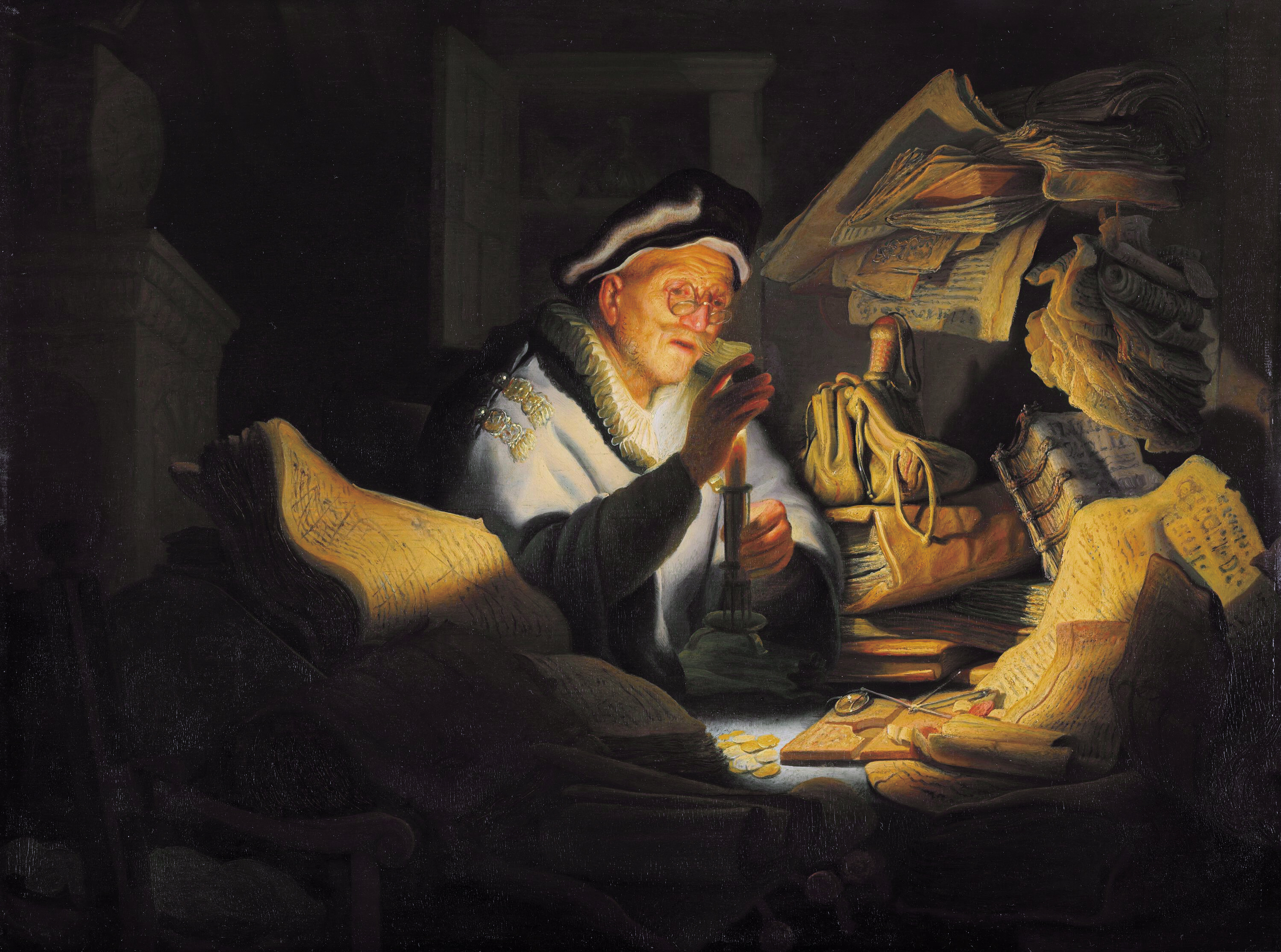
Le Changeur par Rembrandt, 1627.

Le terme banquiers lombards ou plus simplement Lombards fait référence aux prêteurs sur gages du Moyen Âge, un type de banque qui apparaît en Toscane (Sienne, Florence), région prospère du Centre de l'Italie alors dénommée à l'étranger Lombardie. Le terme est parfois utilisé dans un sens péjoratif et certains ont été accusés de pratiquer l'usure.

## Moyen Âge

### Du marchand au prêteur
Au Moyen Âge, le terme de « Lombardie » était employé pour désigner l’entièreté des habitants de l’Italie septentrionale. Ces marchands italiens venaient principalement de la région du Piémont et de la Lombardie, mais également de Gênes. On garda cependant le terme de « Lombards » pour faire référence à ces derniers. Conséquemment à l’expansion économique de l’Occident au XIIe siècle, les hommes d’affaires lombards, dont certains pourraient être des juifs italiens ou des crypto-juifs selon Jacques Attali, étaient les plus aptes à pourvoir aux besoins de crédit de consommation. Plusieurs éléments leur ont permis de se démarquer dans le métier de prêteur, de par leur emplacement géographique d’une part, où ils avaient accès à l’Europe septentrionale, mais également de par leur considérable expérience commerciale. Avant de devenir prêteurs sur gage, ces Italiens étaient avant tout des marchands qui fonctionnaient sur le principe de l’échange. Au cours des XIIe et XIIIe siècles, bon nombre de ces lombards fréquentaient les célèbres foires annuelles de Champagne, où ils rencontraient les marchands des pays septentrionaux, Flamands et Allemands. Le fonctionnement de ces marchés était basé sur l’échange de produits en provenance de la Méditerranée : les épices, mais également des produits dits tinctoriaux, soit relatifs à la teinture étaient échangés contre les draps de laine ou encore les peaux apportés par les Italiens. Pour solder les comptes de ce commerce, il était nécessaire de trouver de nouveaux instruments de paiement, la monnaie étant rare. Ces foires avaient un énorme succès, jusqu’à ce que la Champagne s’unisse au royaume de France. Cette dernière était peu favorable à l’autonomie des marchands, ce qui amena les marchands italiens, petit à petit, à laisser pour compte le commerce itinérant pour favoriser une autre sorte d’activité, celle du crédit et du prêt. Ils sont attirés par Paris, par le milieu de la Cour, peuplé de grands consommateurs de produits de luxe et gros emprunteurs d’argent. En août 1225, le roi de France Louis VIII autorise ces artisans à s’établir à Paris et aux alentours pendant une période de cinq ans pour qu’ils puissent exercer leur commerce. Il s’agit sûrement de la première autorisation donnée par un pouvoir public à tous les artisans d’exercer, qui sera suivie, une décennie plus tard, d’autres autorisations des divers princes locaux de France, de Lorraine et de Rhénanie.

### Expansion des Lombards
À partir de 1250, les Lombards ont presque tous modifié leur activité marchande d’échange en activité de prêt. Ils s'établissent dans diverses régions comme la Champagne, la Lorraine, la Rhénanie ou encore la Flandre. Il ne s’agit plus de commerce d’articles de consommation, mais de commerce d’argent, qu’ils prêtent à des seigneurs, des citoyens ou encore des paysans qui sont à la recherche de grandes sommes pour leur besoin. Puisque comme dit auparavant la monnaie était une denrée rare, les prêteurs exigeaient en retour de leurs prêts, des intérêts très élevés. En 1244, le Sire de Bourbon donne la permission à seulement trois marchands d’établir une banque de prêt à Montluçon. Plusieurs autres banques de prêt vont être autorisées et ouvertes à partir de cette date, ce qui va marquer le début des banques de prêt : en 1247, à Douai, en 1254 à Rouen, ou encore à Lyon en 1272. Cependant, les premières banques de prêt ont suscité des réactions violentes, qui mettaient parfois la durée de l'établissement à court terme. Les autorités religieuses et civiles ne supportaient pas l'idée que des étrangers s’enrichissent avec les intérêts de leur capital. C’est pourquoi, dès 1251, le roi d’Angleterre imposa des mesures restrictives quant à leur activité, tout en leur interdisant formellement de la pratiquer dans son royaume. Saint Louis, lui, en 1269, après avoir pris connaissance du profit que faisaient ces Lombards, en ordonna l’expulsion du Royaume, en permettant le séjour uniquement à ceux qui allaient exercer des opérations et des commerces légitimes. Dès le second quart du XIIIe siècle, plusieurs Lombards vont même jusqu’à s’installer dans les Pays-Bas, où ils vont s’enraciner. L'installation des prêteurs lombards à travers les Pays-Bas se fit rapidement : en 1309, leurs tables de prêt sont attestées dans quatre-vingt villages de l’Empire, entre Meuse et Escaut. L’emprunt devient en quelque sorte une nécessité, où il est indispensable d’emprunter de l'argent et de vivre au-dessus de ses moyens. L’expansion des Lombards dans les divers pays européens est également due aux diverses révoltes et guerres, comme celle en 1254 et 1256 entre la commune d’Asti et la Savoie. De plus, en France par exemple, l’autorité sévère de Louis IX contre l’usure, amène plusieurs Lombards à migrer dans le Nord du pays et même à le quitter. Malgré ces quelques difficultés, le nombre de banques de prêt a augmenté considérablement à la fin du XIIIe siècle. En France, le phénomène progressif de disparition des Lombards est également dû aux divers facteurs problématiques économiques du pays: il y a une pénurie de la monnaie, et les foires de Champagne ne représentent plus le centre financier international. Cependant, malgré ces mesures répressives mises en place en France, les Lombards parviennent à s’installer dans les territoires limitrophes, tout en continuant leur activité de banquiers. De ce fait, l’implantation des banques de prêt se renforce, ce qui résultera au milieu du XIVe siècle, par la présence de banques de prêt dans chaque ville.

### L’Église face aux prêteurs

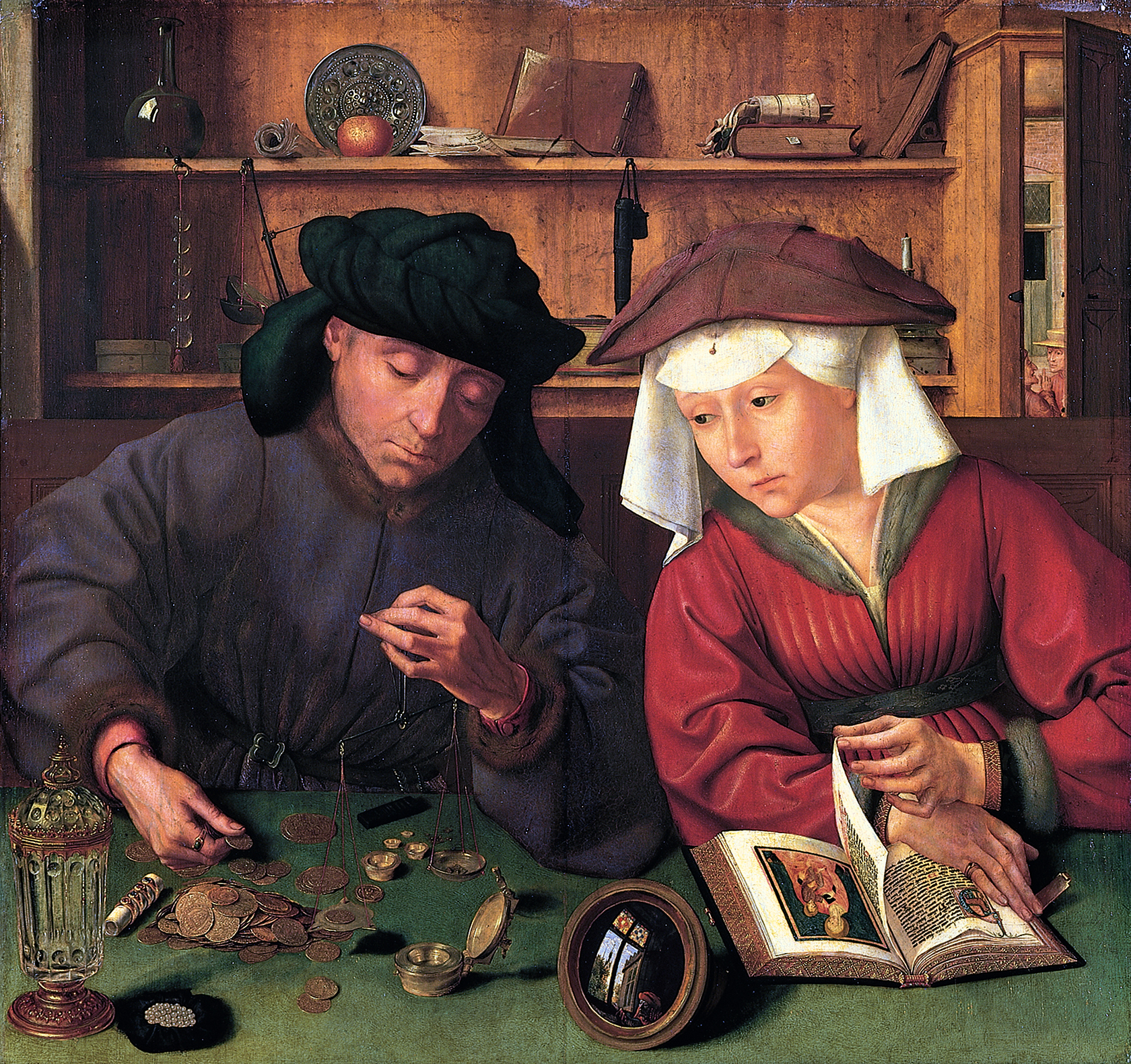
Le Prêteur et sa femme (1514).

L’usure définie comme « tout payement reçu ou demandé sur un prêt en addition à la valeur prêtée elle-même » est à la fois un péché pour lequel la pénitence est obligatoire, et un crime canonique qui encourt des sanctions graves.  Les banquiers et les créanciers, souvent juifs ou lombards, sont donc confondus avec les usuriers. Cependant, rapidement, plusieurs chrétiens se sont mis à exercer les mêmes pratiques. L’Église a joué un rôle très important dans l’histoire des banquiers lombards, puisqu’elle était en complète opposition face à la pratique de l'usure qu'elle assimilait au vol. Au Moyen Âge, le fait de prêter de l'argent contre le paiement d'intérêts rendait l'activité de banquier pécheresse aux yeux de l’Église. Bien que Léon le Grand ait interdit les intérêts sur les prêts par le droit canonique, il n'était alors pas interdit de prendre un collatéral sur ces prêts d'argent. Les prêteurs sur gage opéraient sur la base d'un contrat qui fixait à l'avance le montant de l'amende en cas de non-respect des termes du prêt « sans intérêts ». Différentes manières de contourner l'interdiction sont mises au point, de telle sorte que les petits prêteurs sur gage pouvaient s'associer et réduire ainsi leur risque en prêtant à plusieurs aux personnages puissants. Le christianisme et le judaïsme interdisent généralement l'usure, mais l'autorisent envers les pratiquants d'une autre religion. Ainsi, les chrétiens pouvaient prêter aux Juifs et vice versa. Les seuls prérequis pour un jeune homme désireux de travailler chez un prêteur sur gage au Moyen Âge était de savoir lire et écrire ; les méthodes utilisées pour la comptabilité étaient soigneusement conservées au sein des familles avant de se répandre le long des principales routes commerciales. Les jésuites jouent alors le rôle d'intermédiaires auprès des monarques catholiques alors que les Juifs, d’un autre côté, tiennent les boutiques de prêts sur gage. C'est ce qui explique, à l'époque, la proportion importante de Juifs dans l'orfèvrerie et le commerce des diamants à son début. L’Église est contre l’usure qu’elle qualifie de péché, comme l’une des formes de la cupidité : c’est un vol et un péché au regard de la justice. Au XIIIe siècle, l’usurier est considéré par l’Église comme oisif, qui ne travaille pas, mais qui utilise l'argent et la malice pour arriver à ses fins.

## XVIeetXVIIIesiècles
La position quasi-monopolistique des Lombards en finance disparaît avec l'émergence de grandes familles protestantes avec la Réforme qui n'étaient pas frappés d'interdit d'usure comme c’était le cas dans la religion catholique romaine mais aussi à la suite des nombreux édits royaux les chassant régulièrement du royaume de France afin de se débarrasser des créances auprès de ces banquiers non sujets du roi et surtout par l'apparition de marchands-banquiers soutenus par la monarchie tel le précurseur de cette nouvelle « classe » d'hommes, Jacques Cœur.

## Époque contemporaine
La pratique du crédit lombard est encore utilisée couramment par les banques centrales, lorsque ces dernières consentent des prêts aux établissements bancaires en échange de valeurs mobilières laissées en dépôt, telles que des obligations souveraines. Les repo (en français : pensions livrées) sont également une forme de crédit lombard : une banque vend des valeurs mobilières à une autre banque (moyennant une décote), avec l'engagement de racheter ces valeurs (généralement à leur valeur nominale) au bout d'une période de temps fixée à l'avance.

## Sources et bibliographie
- (en) Cet article est partiellement ou en totalité issu de l’article de Wikipédia en anglais intitulé « Lombard banking » (voir la liste des auteurs).
- Pierre Racine, Les Lombards et le commerce de l'argent au Moyen Âge, novembre 2002 [[ lire en ligne]].
- Pierre Racine, « Paris, rue des Lombards, 1280-1340 », dans Comunità forestiere e "nationes" ne].
- C. Piton, Les Lombards en France et à Paris, leurs marques, leurs poids monnaies, leurs sceaux de plomb, Paris, 1892, 2 vol., XVIII-259 p. et 132 p.
- J. Schneider, « Les lombards en Lorraine », dans Annuaire de la Société d'Histoire et d'Archéologie de Lorraine, 1979, t. LXXIX, p. 65-98.
- Cesare Cantù, Histoire des Italiens, volume 7, Firmin Didot frères, fils & Cie, 1860, p. 97 [[ lire en ligne]].
- Jacques Le Goff, Marchands et banquiers du Moyen Âge, coll. Que sais-je ?, PUF, 2006.
- Ange Blaize (de Maisonneuve), « Juifs - Caorcins - Lombards » dans Des monts-de-piété et des banques de prêt sur gage en France et dans les divers États de l'Europe, vol. 1, chap. 1, Pagnerre, 1856.
- David Kusman, « Jean de Mirabello dit van Haelen (ca. 1280-1333). Haute finance et Lombards en Brabant dans le premier tiers du XIVe siècle », Revue belge de philologie et d'histoire, 1999 [[ lire en ligne]].
- Renato Bordone, L'uomo del banco dei pegni: "Lombardi" e mercato del denaro nell'Europa medievale, 1994.
- Myriam Greilsammer, L'usurier chrétien, un juif métaphorique ? : histoire et l'exclusion des prêteurs lombards (XIIIe-XVIIe siècles), Rennes, Presses universitaires de Rennes, 2012.
- Jacques Labrot, « Affairistes et usurier au Moyen Âge. Tome 1. Les Lombards, l'hérésie et l’Église », Revue numismatique, 2011 [[ lire en ligne]].
- Myriam Greilsammer, La roue de la fortune: Le destin d'une famille d'usurier lombards dans les Pays-Bas à l'aube des Temps modernes, Oxford University Press, 2012 [[ lire en ligne]].